# 1-オクテン-3-オール
1-オクテン-3-オール (1-octen-3-ol) は分子式 C8H16O で表される不飽和アルコールである。
マツタケから単離、構造決定され、またマツタケの香りに大きく寄与している成分であることからマツタケオール、マツタケアルコールの慣用名を持つ。消防法による第4類危険物 第2石油類に該当する。

## 天然物中での存在
マツタケのほか、シイタケ、ツクリタケなど多くのキノコ中に存在する。またキノコ以外にもラベンダー、ペニーロイヤルをはじめとするミント類などの精油に少量含まれる。他にビールや肉、大豆などからも発見されている。
生合成はリノール酸がペルオキシダーゼにより酸化されてヒドロペルオキシドとなったのち、リアーゼにより炭素-炭素結合が解裂されているものと考えられている。

## 単離と構造決定
天然物からのはじめての単離は1931年に加福均三、野副鉄男、畑忠太によりヒノキの葉の精油からなされたが、炭素数8のアルコールであることは判明したが構造は不明であった。
一方、1932年にLevenらは旋光度と化学構造の相関の研究のために、このアルコールをアクロレインのグリニャール反応により合成し、そのフタル酸モノエステルをストリキニーネで光学分割している。
その後、1936年に岩出亥之助と村橋俊介によってそれぞれ独立にマツタケ抽出物から炭素数8の不飽和アルコールの単離が報告され、岩出によりMatsudake-ol、村橋によりMatsutakealkoholの命名がなされた。
翌年に両名によりそれぞれの発見したアルコールの構造が1-オクテン-3-オールであることが推定された。また村橋はLevenらの方法を追試して光学活性な1-オクテン-3-オールを合成し、その (−) 体がMastutakealkoholと一致することを確認し構造を決定した。また1931年に加福らが単離した化合物も一致することを確認している。

## 香り
村橋の報告によれば合成した両光学活性体の香りについてはほとんど特性に差がなかったとされている。しかし高光学純度の鏡像異性体を合成した研究によるとかなりの特性の差が見られたとされている。それによれば (R)-(−) 体は強いマッシュルーム様の香りを持ち閾値は0.01 ppm、(S)-(+) 体は弱いハーブ様のカビ臭い香りで閾値は0.1 ppmと大きな差がある。なお、マツタケ中の1-オクテン-3-オールは (R) 体が過剰でその光学純度は約80% eeとされている。

## 性質
水に不溶。有機溶媒に易溶。
一部の蚊を引きつける誘引物質のひとつとされる。

## 合成法
すでに挙げた方法の他、ヘキサナールとビニルマグネシウムクロリドを反応させる方法、エチレンにヘキサン酸クロリドをフリーデル・クラフツ反応させた後にケトンを還元する方法、ブタジエンを水の存在下に二量化させて2,7-オクタジエン-1-オールとした後に末端オレフィンの水素化とヒドロキシ基のアリル転位を行なう方法などが知られている。
また光学活性体を得る方法としてはラセミ体のエステルをリパーゼで加水分解して速度論的分割を行なう方法や、3-オキソオクタン酸メチルを不斉還元して得た光学活性ヒドロキシエステルを1-オクテン-3-オールに導く方法などが報告されている。

## 用途
上記の各種天然物の香りを再現するための香料の原料として利用される。